# تام پرایس (قایقران روئینگ)
تام پرایس (انگلیسی: Tom Price؛ زادهٔ ۲۸ مه ۱۹۳۳) قایقران روئینگ اهل ایالات متحده آمریکا بود.
وی در مسابقات کشوری و بین‌المللی در مجموع برندهٔ ۱ مدال طلا شده‌است.